# Velo-city
Il Velo-city è una serie di conferenze di pianificazione della ciclabilità iniziata nel 1980 a Brema.
Il Velo-city del 1980 ha anche ispirato la fondazione della European Cyclists' Federation (ECF) alcuni anni dopo, nel 1983 . La conferenza è una delle maggiori sedi di scambio mondiale di competenze sulla ciclabilità.
La città che ospita annualmente il Velo-city ha l'occasione di mostrare impegno ed effetti nel migliorare la ciclabilità sulle proprie strade. Per esempio Parigi, ha tratto ispirazione dal Velo-city che ha ospitato nel 2003 lanciando il suo celebre sistema di bici in condivisione Vélib' nel 2007 ed attirando l'attenzione del mondo intero.

## Obbiettivi
Gli obbiettivi della serie di conferenze Velo-city sono:
- Diffondere competenze di alta qualità ed informazioni su ciclabilità e pianificazione dei trasporti a livello internazionale.
- Città con buone politiche della ciclabilità mettono in vetrina i benefici per i loro cittadini, l'economia etc. tramite la pubblicità generata dalla Conferenza
- Incoraggiare il riconoscimento della ciclabilità come modo di trasporto efficiente, sano, ecologico
- L'integrazione della pianificazione della ciclabilità in quella globale dei trasporti
- Cercare il coinvolgimento di tutti i portatori di interesse rilevanti

## Città ospiti
Le Conferenze sono state tenute nelle seguenti località:
- 1980 - Brema, Germania
- 1984 - Londra, Inghilterra
- 1987 - Groninga, Paesi Bassi, "Planning for the urban cyclist"
- 1989 - Copenaghen, Danimarca, "How to make people use the bicycle"
- 1991 - Milano, Italia, "The bicycle: improving mobility and the environment in our cities"
- 1993 - Nottingham, Regno Unito
- 1995 - Basilea, Svizzera, "The bicycle, symbol of sustainable transport"
- 1997 - Barcellona, Spagna
- 1999 - Graz, Austria e Maribor, Slovenia
- 2001 - Edimburgo e Glasgow, Scozia
- 2003 - Parigi, Francia, "The bicycle as an essential tool for winning the city back"
- 2005 - Dublino, Irlanda, "Delivering the vision"
- 2007 - Monaco di Baviera, Germania, "From vision to reality"
- 2009 - Bruxelles, Belgio, "Re-cycling cities"
- 2010 - Copenaghen, Danimarca, "Different gears same destinations"
- 2011 - Siviglia, Spagna, "The cycle of life"
- 2012 - Vancouver, Canada, "Cities in Motion"
- 2013 - Vienna, Austria, “The Sound of Cycling – Urban Cycling Cultures“
- 2014 - Adelaide, Australia, "Celebration of Cycling"
- 2015 - Nantes, Francia, "Cycling: Future Maker"
- 2016 - Taipei, Taiwan, "Evolution of Cycling"
- 2017 - Arnhem-Nimega, Paesi Bassi, "Freedom of Cycling"
- 2018 - Rio de Janeiro, Brasile, "Access to Life"
- 2019 - Dublino, Irlanda, "Cycling for the Ages"
- 2021 - Lisbona, Portogallo, "Cycle Diversity"
- 2022 - Ljubljana, Slovenia, "Cycling the Change"
- 2023 - Lipsia, Germania, "Leading the Transition"
- 2024 - Gand, Belgio, "Connecting through Cycling"
- 2025 - Danzica, Polonia, "Energizing Solidarity"
- 2026 - Rimini, Italia, "Delivering the Urban Dream"
- 2027 - Ehime, Giappone
- 2028 - Ginevra, Svizzera